# Le Val-Saint-Germain
Le Val-Saint-Germain är en kommun i departementet Essonne i regionen Île-de-France i norra Frankrike. Kommunen ligger i kantonen Saint-Chéron som tillhör arrondissementet Étampes. År 2022 hade Le Val-Saint-Germain 1 550 invånare.

## Befolkningsutveckling
Antalet invånare i kommunen Le Val-Saint-Germain
| Referens: INSEE |